# Cordusio (metropolitana di Milano)
Cordusio è una stazione della linea M1 della metropolitana di Milano.

## Storia
La stazione fu costruita come parte della prima tratta, da Sesto Marelli a Lotto, della linea M1 della metropolitana di Milano, entrata in servizio il 1º novembre 1964.
Dal 2018 la denominazione per esteso della stazione, pronunciata negli annunci sonori di bordo, è Cordusio-Biblioteca Ambrosiana, in occasione del 500º anniversario della morte di Leonardo da Vinci e la sua vicinanza alla veneranda biblioteca ambrosiana.

## Strutture e impianti
La stazione possiede una struttura comune a quasi tutte le altre stazioni della linea: si tratta di una stazione sotterranea a due binari, uno per ogni senso di marcia, serviti da due banchine laterali; superiormente si trova un mezzanino, contenente i tornelli d'accesso e il gabbiotto dell'agente di stazione.
Dista 498 metri dalla stazione di Cairoli e 340 metri da quella di Duomo.
È presente un collegamento sotterraneo pedonale tra i mezzanini delle stazioni di Cordusio e Duomo, denominato "Galleria dell'Artigianato".

## Interscambi
Nelle vicinanze della stazione effettuano fermata alcune linee urbane tranviarie, gestite da ATM.
- Fermata tram (Cordusio M1, linee 1, 2, 12, 14, 16 e 19)

## Servizi
La stazione dispone di:
- Scale mobili
- Emettitrice automatica biglietti
- Stazione video sorvegliata